# مجلة الدرعية
مجلة الدرعية، إحدى المجلات العلمية المحكمة في المملكة العربية السعودية.

## أهدافها
- خدمة التاريخ السعودي وإثراؤه.
- خدمة تاريخ الجزيرة العربية في مختلف العصور.
- خدمة التراث العربي والإسلامي.[1]

## شروط النشر
- أن يكون البحث المقدم ضمن اهتمامات المجلة.
- أن يُلتزم في البحث بالمنهجية العلمية وأن يتصف بالجدة والأصالة.
- مراعاة صحة اللغة وسلامة الأسلوب في البحث.
- عدم أسبقية نشر البحث أو إرساله إلى مجلة أخرى.
- ترقيم هوامش كل صفحة على حدة.
- إخضاع البحوث الواردة إلى المجلة للتحكيم العلمي.[2]

## وصلات خارجية
- مجلة الدرعية